# Rockot

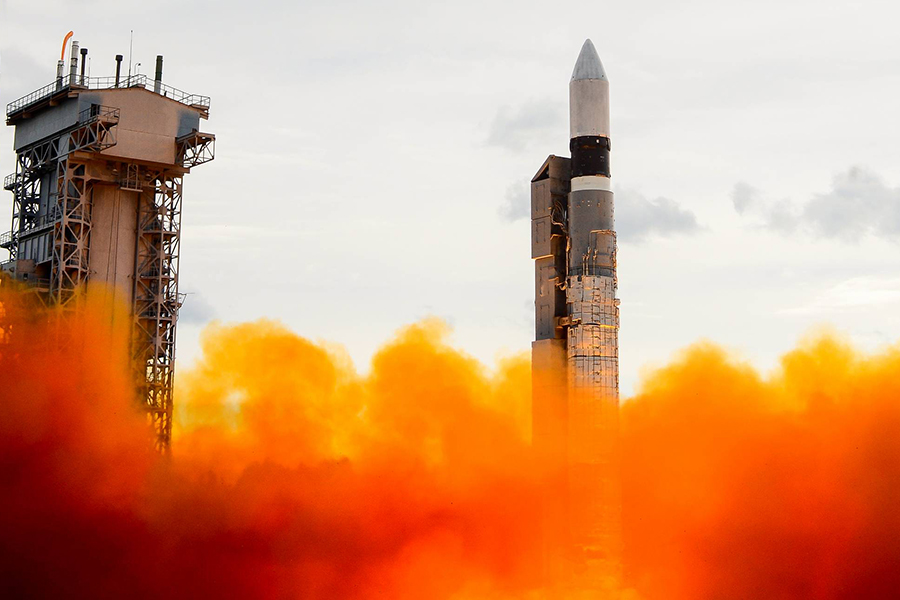
Start einer Rockot mit Gonets-M-Satellit

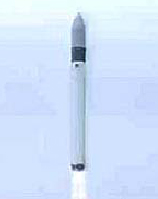
Eine Rockot im Flug

Rockot (auch Rokot; russisch Рокот, übersetzt „das Tosen“, „Getöse“, GRAU-Index 14A05) ist eine russische Trägerrakete der leichten Klasse, die vom Kosmodrom Plessezk bis zu 1950 kg Nutzlast in einen 200 km hohen Erdorbit mit 63° Neigung bringen kann.
Die Gesamtmasse der Rockot beträgt 107 Tonnen, die Länge 29 m, der maximale Durchmesser 2,5 m. Die Rakete besteht aus drei Stufen, die unteren zwei Stufen basieren auf der sowjetischen Interkontinentalrakete UR-100N (SS-19), die dritte Stufe ist vom Typ Bris-KM. Alle Stufen verwenden 1,1-Dimethylhydrazin (UDMH) als Treibstoff und Distickstofftetroxid als Oxidationsmittel. Eine weitere Trägerrakete, die auf der SS-19 basiert, ist die Strela. Die Startkosten einer kommerziellen Rockot betragen schätzungsweise 13 bis 15 Millionen US-Dollar.
Der erste suborbitale Test erfolgte am 20. November 1990 in Baikonur. Weitere Starts erfolgten Anfang der 1990er von  dort aus, wobei die Rockot aus einem Silo abgeschossen wurde. Am 26. Dezember 1994 wurde der erste Satellit mit der Rockot in einen Erdorbit gebracht. Spätere (kommerzielle) Starts erfolgten ab dem am 16. Mai 2000 von Plessezk, von einer speziell für die Rockot umgebauten Startrampe der Kosmos-Rakete. Auch im russischen Raumfahrtzentrum Swobodny sind Silo-Startanlagen für die SS-19 vorhanden, die bei Bedarf mit Modifikationen für die Rockot-Rakete verwendet werden können. Die vorerst letzte Rockot startete am 26. Dezember 2019.
Das Steuerungssystem der Rockot wurde in der Ukraine gebaut und steht infolge des Konflikts zwischen Russland und Ukraine (Eskalation ab 2014) nicht mehr zur Verfügung. Russland entwickelt daher das Nachfolgemodell Rokot-M (ursprüngliche Projektbezeichnung Rokot-2), in dem keine ukrainischen Bauteile mehr verwendet werden. Die Rakete soll auch eine neue Version der Bris-Oberstufe namens Bris-2 erhalten.
Die Rockot wurde bislang von der Eurockot Launch Services GmbH vermarktet. Dabei handelt es sich um ein in Bremen ansässiges Gemeinschaftsunternehmen von Astrium (51 %) und GKNPZ Chrunitschew (49 %).